# Березуга (Тверская область)
Березуга — опустевшая деревня в Максатихинском районе Тверской области. Входит в состав Малышевского сельского поселения.

## География
Находится в северо-восточной части Тверской области на расстоянии приблизительно 29 км по прямой на запад-юго-запад от районного центра поселка Максатиха на правом берегу речки Волчина.

## История
Деревня была отмечена еще на карте 1982 года. До 2014 года входила в Каменское сельское поселение до его упразднения.

## Население
Численность населения: около 10 человек (1982 год), 0 как в 2002 году, так и в 2010.